# CD 프로젝트
CD 프로젝트(폴란드어: CD Projekt 체데 프로옉트[*])는 폴란드 바르샤바에 위치한 비디오 게임 개발사이다. 자사의 개발부서 CD 프로젝트 레드(CD Projekt Red)는 2002년에 설립돼 《위쳐》 비디오 게임 시리즈를 제작했다. 디지털 권리 관리가 없는 PC 게임 판매 및 배포 서비스를 하는 GOG.com을 2008년부터 자회사로 두고 있다.

## 개발한 게임
- 위처 시리즈

- 더 위쳐
- 더 위쳐 2: 왕들의 암살자
- 더 위쳐 3: 와일드 헌트

- 사이버펑크 2077